# Mrocza Nowe Miasto
Mrocza Nowe Miasto – dawne miasto położone w obrębie współczesnego miasta Mrocza, uzyskało lokację miejską w 1651 roku, zdegradowane po 1771 roku.